# Melitaea karavajevi
Melitaea karavajevi är en fjärilsart som beskrevs av Obraztsov 1936. Melitaea karavajevi ingår i släktet Melitaea och familjen praktfjärilar. Inga underarter finns listade i Catalogue of Life.